# Бибијано
Бибијано (итал. Bibbiano) је насеље у Италији у округу Ређо Емилија, региону Емилија-Ромања.
Према процени из 2011. у насељу је живело 5571 становника. Насеље се налази на надморској висини од 127 м.

## Становништво
| 1931. | 1936. | 1951. | 1961. | 1971. | 1981. | 1991. | 2001. | 2011. |
| ----- | ----- | ----- | ----- | ----- | ----- | ----- | ----- | ----- |
| 6.156 | 5.802 | 5.849 | 5.810 | 6.202 | 7.131 | 7.239 | 7.725 | 9.965 |